# 길재
길재(吉再, 1353년~1419년)는 고려 후기의 문신이자 고려 말 조선 초의 성리학자이다. 본관은 해평, 자는 재보(再父), 호는 야은(冶隱) 또는 금오산인(金烏山人)이다. 목은 이색과 포은 정몽주와 함께 고려 말의 삼은으로 불린다.
고려가 망하자 관직을 버리고 선산에 낙향하여 학문 연구와 후학 양성에 전념하였으며, 김숙자, 최운룡, 김종직 등을 통해 사림파로 학맥이 계승되었다.

## 생애
11세 때 절에 들어가 글을 배우고, 그 뒤 포은(圃隱) 정몽주(鄭夢周)의 문하에서 수학하였다. 18세 때인 1370년(공민왕 19) 박분에게 《논어》, 《맹자》를 배웠으며, 그 뒤 박분과 함께 개경으로 가서 이색, 정몽주, 권근의 제자가 되어 성리학을 공부하였다. 1374년(공민왕 23)에 국자감(國子監)에 들어가 생원시에 합격하고, 그해에 감시에 합격했다.
1386년(우왕 12) 문과에 급제했다. 1387년 성균관 확정이되고, 1388년(우왕 14) 성균관 박사(成均館博士)가 되어 학생들을 가르쳤다. 1389년 문하주서가 되었으나 나라가 망할것임을 알고 여러 차례 관직을 사양하였으나 왕은 그를 아껴서 사직서를 반려하였다. 창왕 때에는 문하주서가 되었으나, 고려가 쇠망할 기운을 보이자, 늙은 어머니를 봉양하기 위해 사직하고 고향으로 돌아갔다.
1392년 고려가 망하고 조선이 건국되자 관직을 사퇴하였다.
조선이 건국된 후인 1400년(정종 2년)에, 전부터 친하게 지내던 세자 이방원이 그에게 태상박사의 벼슬을 내렸으나, 두 왕조를 섬길 수 없다 하여 거절하고 고향인 경상북도 선산(善山)에서 후학 양성에 힘썼다.
세종이 즉위하던 해인 1419년 67세를 일기로 세상을 떠났다.
문하에오식(吳湜) 김숙자, 배인경(裵仁敬), 최운룡(崔雲龍), 신영손(辛永孫) 등의 문하생을 길러냈다. 그의 성리학은 김숙자, 오흠로(吳欽老), 최운룡, 김종직, 김굉필, 조광조 등에게 이어졌다.

## 사상과 영향
비록 그는 조선의 관직에는 진출하지 않았으나 그의 동문들, 그가 후에 길러낸 제자들을 통해 영향력을 행사하게 된다.
백이정, 안향→이제현→이색→정도전

　　　　　　　　　　　　　→이숭인

　　　　　　　　　　　　　→정몽주→권근

　　　　　　　　　　　　　　　　　　→권우→세종대왕

　　　　　　　　　　　　　　　　　　　　　→정인지

　　　　　　　　　　　　　　　　　　→길재→김숙자→김종직→정여창

　　　　　　　　　　　　　　　　　　　　　　　　　　　　　→김굉필→조광조→백인걸→이이(율곡)

 　　　　　　　　　　　　　　　　　　　　　　　　　　　　　　　　　　　　→성수침→성혼(우계)
                                                                                           
　　　　　　　　　　　　　　　　　　　　　　　　　　　　　　　　　→김안국→김인후

　　　　　　　　　　　　　　　　　　　　　　　　　　　　　　　　　→김정국

　　　　　　　　　　　　　　　　　　　　　　　　　　　　　→주계부정 이심원→윤탁

　　　　　　　　　　　　　　　　　　　　　　　　　　　　　→김일손

　　　　　　　　　　　　　　　　　　　　　　　　　　　　　→손중돈→이언적

　　　　　　　　　　　　　　　　　　　　　　　　　　　　　→김전

　　　　　　　　　　　　　　　　　　　　　　　　　　　　　→남곤

## 관련 작품

### 드라마
- 《용의 눈물》(KBS, 1996년~1998년, 배우:강태기)

## 저작
- 《야은집》
- 《야은언행습유》(冶隱言行拾遺)
- 《야은속집》

- 고려의 옛 도읍지 송경(지금의 개성)을 찾았을 때 읊은 시조 〈고려 유신 회고가〉는 유명하다.

오백년 도읍지를 필마로 도라드니

산천은 의구하되 인걸은 간데없네

어즈버 태평연월이 꿈이런가 하노라

## 같이 보기
- 고려 3은
- 고려 5은
- 이색
- 정몽주
- 이숭인
- 하윤원
- 심원부
- 권근
- 오식
- 김숙자
- 오흠로
- 청풍사
- 구미 채미정
- 선산 삼강정려